# Beśko
Beśko (słow. Beško) – polskie i słowackie nazwisko. 

## Etymologia nazwiska
Nazwisko pochodzi od wsi Besko, województwa Podkarpackiego. Beśko pochodzi od prasłowiańskiego słowa «Busieł», które w tłumaczeniu oznacza bocian. Miejscowi ludzie żyli z plemionami Rusinów, które posługiwały się słowem «Buśko» lub «Bośko», nazywając w ten sposób miejscowe ptaki. Jednakże żyjący tam Polacy nazwali bociany słowem «Beśko» (Besko). Forma ta nie była znajoma Polakom z sąsiednich regionów, gdyż była ona dialektem. Słowo to zniknęło z czasem z lokalnego słownictwa Polaków, zostało zamienione ogólnym «bocian».
Nazwisko Beśko można wywodzić od imion na Bie-, typu Biezdziad, Biernat, Benedykt.

## Znane osoby o nazwisku Beśko
- Bazyli Beśko (1894–1917) – polski aktor.